# Graham Brown
Graham R. Brown (Mio, 19 agosto 1984) è un ex cestista statunitense, professionista in Europa.